# 苏丹后法蒂玛
法蒂玛皇后（马来语：Sultanah Fatimah），全名法蒂玛·阿都拉（马来语：Fatimah binti Abdullah），原名黄亚娇（Wong Ah Gew），一名来自广东的女子，为龙引港主区商人的女儿。同时也是第21任柔佛苏丹阿布·峇卡的第3任妻子。于1885年嫁给时任柔佛大君的阿布·峇卡，当时法蒂玛皇后的称号为王妃（Maharani）。随后在1886年因阿布·峇卡被承认为柔佛苏丹，因此法蒂玛皇后成为了柔佛苏丹后，民间常称之为法蒂玛皇后。
1891年2月17日，法蒂玛皇后在新加坡驾崩。《叻报》在当时报道：「柔苏丹元妃兼性慈祥，佐政有方；入宫数十年，佐苏丹以敷内政；苏丹游欧，政事悉交妃摄理；故益形劳瘁积劳成病；2月17日1时12薨于叻邸」。

## 家庭
1885年，法蒂玛皇后与时任柔佛大君的阿布·峇卡结婚。两人婚后没有任何子嗣，但却是阿布·峇卡前两段婚姻所生孩子的继母。
法蒂玛皇后的胞妹嫁给了苏丹阿布·峇卡的弟弟。后来其女嫁给了易卜拉欣一世，生下了后来的苏丹依斯迈。

## 纪念
1887年8月12日，柔佛苏丹阿布·峇卡帶著法蒂玛皇后乘搭著名為Pantie的船來到了麻坡，在儀式上，蘇丹命麻坡市區為香妃城以紀念當時的蘇丹后法蒂瑪。1900年左右建立的苏丹后法蒂玛专科医院以其名命名。2015年，第25任苏丹依布拉欣成立了“苏丹后法蒂玛基金”。